# Ahaha
Ahaha fue una inversionista asiria y una de las primeras empresarias documentadas de la historia. Es conocida por ser víctima de fraude financiero y mendigar para recuperar su plata. Se desconoce si sus súplicas fueron respondidas.

## Historia
Ahaha vivió durante el antiguo período asirio y creció en Asur. Su madre, Lamassī, crio a Ahaha mientras su padre estaba destinado principalmente en Kanesh, dedicándose a asuntos de negocios. Durante esta época, era costumbre que las mujeres estuvieran a cargo del hogar y tomaran decisiones financieras mientras sus maridos viajaban extensamente como comerciantes. Las mujeres dirigían sociedades anónimas y se ocupaban de préstamos, bienes raíces y tendencias del mercado. Los asirios ganaban dinero facilitando el comercio entre Babilonia (y otras tierras extranjeras) y Kanesh, viajando en caravanas de larga distancia financiadas por inversores, que obtenían ganancias como oro y plata cuando los intercambios tenían éxito. Tras la muerte de su madre, Ahaha tomó el control del patrimonio paterno.

## Inversiones
Como empresaria, Ahaha realizó inversiones en varias sociedades anónimas, incluida una administrada por el socio de su padre, Pazzur-Aššur. Uno de los hermanos de Ahaha, Buzāzu, también invirtió en la misma sociedad anónima y se encargó de administrar la participación de su hermana. Sin embargo, Buzāzu aprovechó esta responsabilidad retirando sus fondos para su propio negocio. En una aventura financiera común en el antiguo período asirio, Ahaha invirtió en una caravana de burros que se disponía a realizar un comercio de larga distancia entre Assur y Kanesh. Cuando la caravana regresó, a Ahaha le prometieron una parte de las ganancias en plata. Sin embargo, Ahaha concluyó que había sido defraudada cuando en realidad no le devolvieron ninguna plata.

## Carta de recuperación por fraude
Las tablillas cuneiformes excavadas en Kanesh revelan que Ahaha sospechaba que el estafador era su propio hermano, Buzāzu. En una tablilla de arcilla escrita a su otro hermano, Ahaha pidió ayuda:
"No tengo nada más que estos fondos... ¡Ten cuidado de actuar de modo que no me arruine!... ¡Que me llegue una carta detallada tuya en la próxima caravana, diciéndome que si me pagan la plata... ahora es el momento de hacerme un favor y de ahorrarme el estrés financiero!"
La carta destaca la urgencia de recuperar la plata robada y su solicitud de que se le notifique al respecto.